# Flatoidessa planatus
Flatoidessa planatus är en insektsart som beskrevs av Melichar 1902. Flatoidessa planatus ingår i släktet Flatoidessa och familjen Flatidae. Inga underarter finns listade i Catalogue of Life.